# Elephantomyia barda
Elephantomyia barda är en tvåvingeart som beskrevs av Alexander 1955. Elephantomyia barda ingår i släktet Elephantomyia och familjen småharkrankar.
Artens utbredningsområde är Madagaskar. Inga underarter finns listade i Catalogue of Life.